# Guaçuí
Guaçuí là một đô thị thuộc bang Espírito Santo, Brasil. Đô thị này có diện tích 467,758 km², dân số năm 2007 là 25353 người, mật độ 54,2 người/km².